# Дуже страшне кіно 4
«Дуже страшне кіно 4» (англ. Scary movie 4) — американська комедія 2006 року, що пародіює популярні фільми жахів і є четвертою частиною в серії фільмів під загальною назвою «Дуже страшне кіно».
Прем'єра фільму в США відбулася 14 квітня 2006 року, в Україні — 20 квітня 2006 року.
Журналістка Сінді Кемпбелл все ще не може оговтатися після жахливих подій, що відбулися з нею. Щоб змінити обстановку, вона влаштовується на роботу доглядальницею до літньої жінки. Незабаром Сінді знайомиться з розлученим сусідом Томом Раяном і закохується в нього. В цей час у будинку виявляється привид, а на планету нападають чужопланетяни.

## Синопсис
Баскетболіст Шакіл О'Ніл і дитячий психолог Філ опинилися в кімнаті, прикуті за ноги до стіни. На екрані телевізора з'являється лялька та показує, що кімната повільно наповнюється нервово-паралітичним газом. Щоб втекти, Шакіл повинен влучити в баскетбольний кошик і скинути дві ножівки, якими, як розуміє доктор Філ, потрібно відрізати собі ноги. Однак доктор Філ відпиляв не ту ногу і непритомніє, прирікши обох на смерть.
Тим часом Сінді Кемпбелл відвідує свого швагра Тома Логана в Нью-Йорку. Її чоловік Джордж помер, а її племінник Коді зарахований до військової академії, тож вона почувається самотньою. Спроба Тома покінчити життя самогубством призводить до того, що він помилково приймає величезну дозу віагри, зачіпляться пенісом за перила балкона та розбивається об асфальт.
Після цього Сінді влаштовується доглядати за місіс Норріс, яка живе в японському будинку, де з'являється привид хлопчика. По сусідству перебуває Том Раян, який зустрічає друзів Джорджа Махаліка та Сі Джея, дізнавшись про їхній гомосексуальний роман на одну ніч. Вдома його зустрічають діти Роббі та Рейчел.
Наступного дня Сінді зближується з Томом, розповідаючи йому про смерть Джорджа в доленосному боксерському поєдинку. Вони обидва усвідомлюють своє взаємне кохання, коли зненацька на місто нападають триногі машини інопланетян (хоча в місті й без того відбувався хаос). Президент США Бакстер Гарріс абсурдно не реагує на вторгнення, знаходячи «важливіші» справи.
Під час нападу інопланетян Сінді розмовляє з привидом, який каже, що знає як перемогти інопланетян — відповідь «у серці його батька». В той час Том залишає місто зі своїми дітьми, а Сінді згодом возз'єднується зі своєю подругою Брендою Мікс, яка виявилася живою. Дотримуючись вказівок привида, вони вирушають у сільську місцевість і потрапляють у таємничу ізольовану громаду, очолювану Генрі Гейлом. Їх схоплюють і віддають під суд, за вироком якого їм дозволяється жити, але ніколи не залишати громаду.
Тим часом відбувається екстрене засідання ООН, на якому Бакстер Гарріс демонструє зброю проти прибульців. Випадково зброя позбавляє президента одягу, а він цього не помічає. Він намагається полагодити зброю і робить голими всіх у залі.
Том і його діти їдуть у авто та опиняються в центрі битви між американськими військовими та інопланетянами. Роббі тікає, а Тома і Рейчел хапає тринога. Генрі розповідає Сінді, що він став батьком хлопчика, який випадково загинув під час боксерського поєдинку, і той став привидом. Слідом Генрі вбиває божевільний Єзекіїль.
Невдовзі Сінді та Бренду захоплюють триноги та відправляють у кімнату, де капкани загрожують розчавити голови обох жінок. Лялька підказує, що Сінді повинна вирізати собі око задля порятунку. Та виявляється, в неї було вставне око, тож Сінді не доводиться себе калічити. Проте лялька починає наступне випробування, в якому Том повинен урятувати своїх дітей, завислих над ямою з лезами, терплячи сміховинні тортури. Дивлячись на туалет із намальованим серцем, Сінді розуміє, що там відповідь. В Унітазі вона знаходить фото, що засвідчують: Лялька — це справжній батько хлопчика-привида, а Генрі був тільки вітчимом. Сінді закликає Ляльку зупинитися, а Бренда тікає через таємний прохід у стіні. Лялька запускає останню пастку, що загрожує вбити Тома, але зрештою зупиняє її та припиняє вторгнення триног.
Роббі та Рейчел успішно повертаються до матері, яка вийшла заміж за набагато старшого чоловіка. Бренда вступає в романтичні стосунки з братом Ляльки, Золтаром. Джеймс Ерл Джонс розповідає на камеру, що людство врятувала любов, після чого його збиває автобус.
Через місяць Бренда народила дитину, Золтар, Махалік і Сі Джей відновили свої стосунки, а президент Гарріс задоволений своєю качкою. Том з'являється в «Шоу Опри Вінфрі» і освідчується в коханні Сінді, потім скаженіє, кидає Сінді через студію та ламає зап'ястя Опрі.

## У ролях
- Анна Фаріс — Сінді Кемпбелл
- Чарлі Шин — Том Логан
- Ентоні Андерсон — Магалік
- Крейг Бірки — Том Райан
- Леслі Нільсен — президент Бакстер Гарріс
- Філліп Макгро — доктор Філ
- Кармен Електра — Голлі
- Кріс Елліотт — Езекель
- Реджина Голл — Бренда Мікс
- Кевін Гарт — Сі Джі
- Майкл Медсен — Олівер
- Голлі Медісон
- Джоанна Крупа
- Шакіл О'Ніл

## Виробництво
Зйомки фільму проходили в період з 19 вересня 2005 року по 11 грудня 2005.

### Алюзії
За початковим задумом передбачалося в початкових сценах фільму спародіювати «Будинок воскових фігур» (2005), а також запросити для цього Періс Гілтон і Елішу Катберт. Проте згодом від цього задуму відмовилися. Також творці відмовилися від пародіювання фільмів «Нічний рейс» і « Перевертні». У рекламному трейлері фільму є сцена пародії фільму «Кінг-Конг» (2005), Кінг-Конга також можна бачити на постері фільму, проте сцена не ввійшла у фільм при остаточному монтажі.

#### Пародійовані фільми
- Війна світів — «триноги» і їхня поява.
- Таємничий ліс;
- Жах Амітивіля;
- Пила: Гра на виживання — початок. У фільмі «Пила: Гра на виживання», випробуваним теж пропонували відрізати собі ноги.
- Пила 2 — пастки на головах Сінді і Бренди, що знаходяться усередині «триноги», точно такі ж, як і на початку фільму «Пила 2». Випробуваному також потрібно було вирізати собі око.
- Горбата гора;
- Прокляття — будинок Місіс Норіс, і його «мешканці».
- Крихітка на мільйон;
- Метушня і рух;
- Чоловік за викликом 2;
- Зомбі на ім'я Шон;
- Пункт призначення;
- Телевізійне шоу — «Шоу Опри Вінфрі». Поведінка Тома пародіює виступ Тома Круза на шоу;
- Білий шум — сцена про нещасний випадок, під час боксерського поєдинку з розповіді Сінді про своє минуле. Ламання шиї повторює сцену з фільму «Білий шум», де дружина головного героя загинула подібним чином, впавши на каміння.
- Темні води (фільм, 2002)

## Технічні дані
- Формат зображення: 1,85:1
- Камера: Panavision Genesis HD Camera
- Формат копії: 35 mm, D-Cinema (Texas Instruments DLP 2048 × 1080)

## Нагороди
- Кармен Електра отримала антинагорода «Золота малина» за найгіршу жіночу роль другого плану.